# The Bitter Tea of General Yen
The Bitter Tea of General Yen is een Amerikaanse dramafilm uit 1933 onder regie van Frank Capra. Het scenario is gebaseerd op de gelijknamige roman van de Amerikaanse auteur Grace Zaring Stone.

## Verhaal
De Amerikaanse Megan Davis reist naar Shanghai om er te trouwen met de missionaris Robert Strife. In de chaos van de Chinese Burgeroorlog raakt Megan gescheiden van haar verloofde. Zij valt in de handen van de Chinese krijgsheer generaal Yen, die haar meeneemt naar zijn paleis. Daar leert Megan de Chinese cultuur kennen. Wanneer Yen zijn concubine Mah-Li ter dood veroordeelt wegens hoogverraad, zet ze zich belangeloos in om haar leven te redden. Tegen beter weten in geeft generaal Yen toe dat hij verliefd is op Megan. Door Mah-Li's intriges deserteert het hele leger van Yen. Geplaagd door schuldgevoel gaat Megan vervolgens naar Yen toe om zich aan hem over te geven, maar hij heeft intussen al zelfmoord gepleegd door een kopje vergiftigde thee te drinken.

## Rolverdeling
| Acteur             | Personage         |
| ------------------ | ----------------- |
| Barbara Stanwyck   | Megan             |
| Nils Asther        | Generaal Yen      |
| Toshia Mori        | Mah-Li            |
| Walter Connolly    | Jones             |
| Gavin Gordon       | Bob               |
| Lucien Littlefield | Mijnheer Jacobson |
| Richard Loo        | Kapitein Li       |
| Helen Jerome Eddy  | Juffrouw Reed     |
| Emmett Corrigan    | Bisschop Harkness |